# Дял
Дял (рум. Deal) — село у повіті Алба в Румунії. Входить до складу комуни Килнік.
Село розташоване на відстані 250 км на північний захід від Бухареста, 24 км на південь від Алба-Юлії, 102 км на південь від Клуж-Напоки.

## Населення
За даними перепису населення 2002 року у селі проживали 425 осіб, усі — румуни. Усі жителі села рідною мовою назвали румунську.